# كأس المعارض الأوروبية 1961–62
كأس المعارض الأوروبية 1961–62 (بالإسبانية: Copa de Ferias 1961-62)‏ هو الموسم 4 من  كأس المعارض الأوروبية. أقيم خلال الفترة 30 أغسطس 1961 وحتى 12 سبتمبر 1962، والذي يشرف على تنظيمه الاتحاد الأوروبي لكرة القدم، وكان عدد الأندية المشاركة فيه  28، وفاز فيه نادي فالنسيا.